# Achille Mbembe
Achille Mbembe (/əmˈbɛmbeɪ/), rojen Joseph-Achille Mbembe, kamerunski zgodovinar, politični teoretik in filozof ter javni intelektualec * 1957 Otélé, Francoski Kamerun.
Znan je predvsem po svojih delih o kolonializmu in njegovih posledicah ter o novi tezi o francoski kritični teoriji.

## Življenjepis
Leta 1989 je doktoriral na 1. francoski univerzi v Parizu (Panthéon-Sorbonne) in hkrati pridobil tudi tako imenovan »Diplôme d’études approfondies« iz politične znanosti na Inštitutu za politiko v Parizu. V času študija (1987-1990) je bil pomočnik profesorja na Kolumbijski univerzi v Združenih državah Amerike. Po opravljenem doktoratu se je vrnil v Afriko, najprej v Dakar (Senegal), kjer je bil od 1990-2000 izvršni sekretar v Svetu za razvoj družboslovnega raziskovanja v Afriki (CODESRIA). Potem se je leta 2001 zaposlil na Withatersrandski univerzi v Johannesburgu, kjer dela še danes, obenem pa je tudi gostujoči profesor na univerzah Harvard, Duke in Yale.
Mbembe filozofsko obravnava socialne razmere, afriško zgodovino in politiko. Podrobnejše se posveča postkolonializmu, ki pride po dekolonializmu, še posebej se poglablja v nastanek »Afro-kozmopolitične kulture«. Med drugim je tudi kritično obravnaval pojmovanje Johanessburga kot metropolitičnega mesta.
14. marca 2024 je Achille Mbembe prejel Holbergovo nagrado 2024 za umetnost in literaturo, humanistiko, pravo in teologijo. Slovesna predaja bo 6. junija 2024 na Univerzi v Bergnu na Norveškem.

## Dela

### Nekropolitika
Izraz je nastal v knjigi Achilleja Mbembeja, ki je bila izdana leta 2011. V njej je utemeljuje tezo, da je nekropolitika moč diktature. Navaja, da mora država postaviti mejo med pravicami, nasiljem in smrtjo, ampak ta namesto tega uporablja svojo moč in diskurz za ustvarjanje novih con smrti. V knjigi so navedeni tudi sodobni primeri kot so: Palestina, nekateri kraji v Afriki in Kosovo. Avtor trdi, da so tisti, ki umrejo na teh območjih, skupine ljudi, ki so bile prikrajšanje zaradi rasizma. Takšen nekropolitičen izraz je bil tudi suženjstvo, ki je črncem odvzel status človeških bitij. Suženjstvo je povzročilo na tisoče smrti in čeprav je zdaj odpravljeno, se njegove posledice čutijo še danes. Trenutno najdemo strategije za zajemanje, zapiranje in izkoriščanje ljudi in celo nacij/narodov, ki so zelo podobne kolonialističnim smernicam. Ne dolgo nazaj se je to pokazalo na nam še bližjem primeru: v času pandemije zaradi virusa COVID-19, je nastala kriza, ki je ponovno odprla vrata družbene neenakosti, ki pa jo nekateri posamezniki doživljajo vsak dan. Na splošno je pandemija pokazala, da so nekatera življenja več vredna od drugih, in da se tiste, ki imajo manj vrednosti, lažje zanemari ali pa celo zavrže. To je tudi bistvo nekropolitike, na katero opozarja Mbembe.

### Krikika črnskega uma
Achille Mbembe je knjigo izdal leta 2013, le ta je bila prevedena v več jezikov, leta 2019 tudi v slovenščino. V knjigi se spoprime z idejo drugačnosti in raznolikosti, ki sta glavni motiv za upravičevanje nadvlade belske rase in izkoriščanja temnopoltih, ki doseže vrhunec s trgovino s sužnji, kolonizacijo, suženjstvom in apartheidom.
Knjiga se začne z obrazložitvijo pojma »črnec«. Mbembe piše, da je črnec beseda, ki je človek ni izbral sam, vendar le-ta tej osebi določa položaj v prostoru sveta. Torej, črnec je tisti, ki drugega ne sme in ne more gledati naravnost v oči. Achille besedo celo enači s smrtjo, umorom in pokopom. Poznamo dva tipa ljudi s tem nazivom: tiste, ki so se sprijaznili z usodo in tiste, ki se nazivu upirajo in poskušajo spremeniti pogled sveta na trenutni problem. Mbembe sodi med ljudi drugega tipa. Med obrazložitvijo problematike se vrne kar precej v preteklost – v čas suženjstva. Vse to pa vodi do vprašanja, kdo so današnji črnci?
Knjiga je zanimiva predvsem zato, ker ne govori o tem, kako so črnci postali črnci sveta, temveč o »procesu nastajanja črnca sveta«. Pisatelj opozarja na situacijo, kjer smo se v trenutnem svetu znašli prav vsi, vsaj za tako dolgo, dokler ne bomo za kapital povsem odvečni ali obratno. Ko bo kapital postal odvečen, se bomo lahko vrnili na začetek, ko je bilo izumljeno razmerje med črncem in njegovim gospodarjem in tudi tega veliko bolj omilili. Trenutno namreč živimo v obdobju, kjer je res, da se načela spreminjajo, vendar žal še vedno ostajajo zapori, zaporna taborišča in v nekaterih državah tudi mučenje. 
Achille Mbembe v svoja dela vključuje različne mislece; od Dipesha Chakrrabartya, ki se ukvarja s postkolonialno teorijo do Arjuna Appaduraia, ki je razvil kulturne študije in postkolonialno antropologijo v kritiko modernosti. 

## Priznanja
Achille Mbembe je leta 2015 osvojil Geschwister-Scholl-Preis za njegovo delo Kritika črnskega uma. Tri leta kasneje, leta 2018, pa je prejel še nagradi Gerda Henkela in Ernsta Blocha. 